# Полліна (Айова)
Полліна (англ. Paullina) — місто (англ. city) в США, в окрузі О'Браєн штату Айова. Населення — 982 особи (2020).

## Географія
Полліна розташована за координатами 42°58′47″ пн. ш. 95°41′2″ зх. д. / 42.97972° пн. ш. 95.68389° зх. д. (42.979632, -95.684025).  За даними Бюро перепису населення США в 2010 році місто мало площу 2,19 км², уся площа — суходіл.

## Демографія
Згідно з переписом 2010 року, у місті мешкало 1056 осіб у 496 домогосподарствах у складі 309 родин. Густота населення становила 482 особи/км².  Було 531 помешкання (242/км²).
Расовий склад населення:
| - 98,7 % — білих - 0,8 % — чорних або афроамериканців |

До двох чи більше рас належало 0,5 %. Частка іспаномовних становила 1,2 % від усіх жителів.
За віковим діапазоном населення розподілялося таким чином: 21,5 % — особи молодші 18 років, 50,3 % — особи у віці 18—64 років, 28,2 % — особи у віці 65 років та старші. Медіана віку мешканця становила 48,9 року. На 100 осіб жіночої статі у місті припадало 94,1 чоловіків;  на 100 жінок у віці від 18 років та старших — 83,8 чоловіків також старших 18 років.
Середній дохід на одне домашнє господарство  становив 60 536 доларів США (медіана — 54 375), а середній дохід на одну сім'ю — 69 016 доларів (медіана — 67 333). За межею бідності перебувало 10,1 % осіб, у тому числі 17,1 % дітей у віці до 18 років та 10,8 % осіб у віці 65 років та старших.
Цивільне працевлаштоване населення становило 463 особи. Основні галузі зайнятості: освіта, охорона здоров'я та соціальна допомога — 30,0 %, виробництво — 20,5 %, роздрібна торгівля — 14,3 %, будівництво — 9,1 %.